# Susan Rapp
Susan Rapp von der Lippe (5 luglio 1965) è un'ex nuotatrice statunitense.
Specializzata nella rana ha vinto la medaglia d'argento nei 200 m alle Olimpiadi di Los Angeles 1984.

## Palmarès
- Olimpiadi

Los Angeles 1984: argento nei 200 m rana.
- Giochi panamericani

1983 - Caracas: argento nei 200 m rana e bronzo nei 200 m misti.